# Едивил (Ајова)
Едивил (енгл. Eddyville) град је у америчкој савезној држави Ајова. По попису становништва из 2010. у њему је живело 1.024 становника.

## Демографија
Према попису становништва из 2010. у граду је живело 1.024 становника, што је -40 (-3.8%) становника више него 2000. године.
| Група             | 2000.         | 2010.       |
| Белци             | 1.045 (98,2%) | 983 (96,0%) |
| Афроамериканци    | 1 (0,1%)      | 1 (0,1%)    |
| Азијати           | 4 (0,4%)      | 1 (0,1%)    |
| Хиспаноамериканци | 10 (0,9%)     | 25 (2,4%)   |
| Укупно            | 1.064         | 1.024       |